# Saint-Cyr-des-Gâts
Saint-Cyr-des-Gâts ist eine westfranzösische Gemeinde mit 543 Einwohnern (Stand: 1. Januar 2022) im Département Vendée in der Region Pays de la Loire. Nalliers gehört zum Arrondissement Fontenay-le-Comte und zum Kanton La Châtaigneraie (bis 2015: Kanton L’Hermenault). Die Einwohner werden Saint-Cyriens genannt.

## Lage
Saint-Cyr-des-Gâts liegt etwa 35 Kilometer ostsüdöstlich von La Roche-sur-Yon in der Landschaft der Gâtine vendéenne. Umgeben wird Saint-Cyr-des-Gâts von den Nachbargemeinden Rives-du-Fougerais im Norden und Nordosten, Bourneau im Osten und Südosten, Marsais-Sainte-Radégonde im Süden, Saint-Martin-des-Fontaines im Südwesten sowie Saint-Laurent-de-la-Salle im Westen.

## Bevölkerungsentwicklung
| Jahr                      | 1962 | 1968 | 1975 | 1982 | 1990 | 1999 | 2006 | 2013 |
| Einwohner                 | 682  | 648  | 551  | 502  | 500  | 464  | 515  | 527  |
| Quelle: Cassini und INSEE |      |      |      |      |      |      |      |      |

## Sehenswürdigkeiten

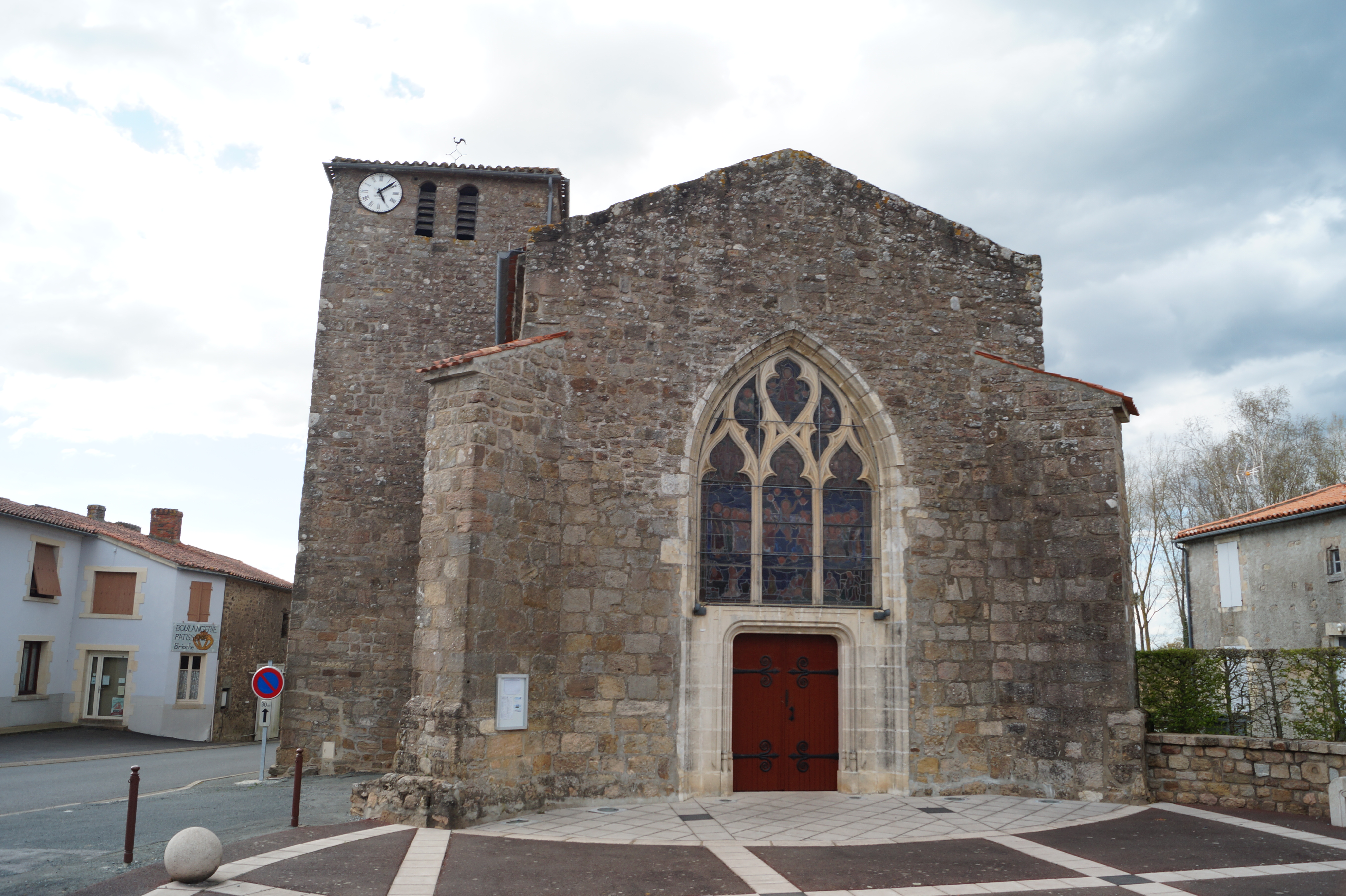
Kirche Saint-Cyr
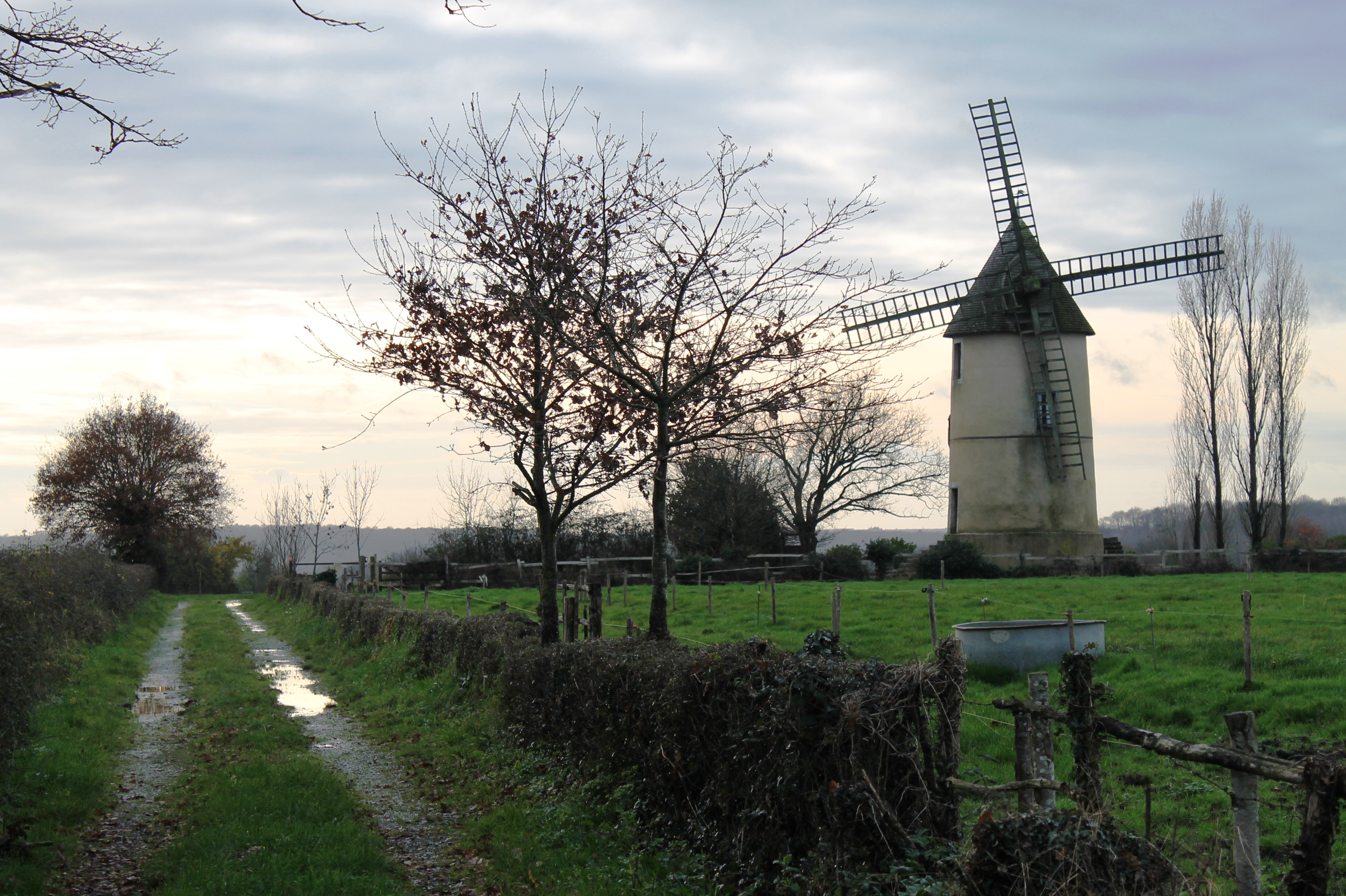
Windmühle (Monument historique)

- Kirche Saint-Cyr
- Windmühle